# TV 4x7
TV 4x7 ist eine monatlich erscheinende Fernsehzeitschrift, die von der Gong Verlag GmbH, einem Tochterunternehmen der WAZ Mediengruppe, herausgegeben wird.

## Konzept und Inhalt
TV 4x7 erscheint im Pocketformat und bietet das Fernsehprogramm für 4 Wochen. Als redaktionellen Zusatznutzen bietet TV 4x7 detaillierte Film- und Tageshighlights. TV 4x7 spricht damit eine Zielgruppe an, die zum günstigen Preis die wichtigsten Programminformationen in kompakter Form wünscht.

## Daten & Fakten
TV 4x7 hat aktuell eine verkaufte Auflage von 129.605 Exemplaren. Der Copypreis beträgt 0,90 €, Chefredakteurin ist Katrin Tempel.